# マジで感謝!
「マジで感謝!」（マジでかんしゃ!）は、T-Pistonz+KMCの1枚目のシングル。2009年6月10日にFRAMEより発売された。
販売元はキングレコード (PKCF-1010)。

## 収録内容
| 全作詞: 山崎徹 & 弘 & KMC、全作曲: 山崎徹 & 弘。 |                                                                                                |                   |             |          |       |      |
| #                                                | タイトル                                                                                       | 作詞              | 作曲・編曲  | 編曲     | Rap詞 | 時間 |
| 1.                                               | 「マジで感謝!」(テレビ東京系列アニメ『イナズマイレブン』オープニングテーマ（第27話 - 第54話）) | 山崎徹 & 弘 & KMC | 山崎徹 & 弘 | 菊谷知樹 | KMC   | 5:26 |
| 2.                                               | 「マジで感謝! (みんなでシャララver.)」                                                         | 山崎徹 & 弘 & KMC | 山崎徹 & 弘 | 菊谷知樹 | KMC   | 4:02 |
| 3.                                               | 「マジで感謝! (KMC Remix)」                                                                    | 山崎徹 & 弘 & KMC | 山崎徹 & 弘 | KMC      | KMC   | 4:11 |
| 4.                                               | 「マジで感謝! (Instrumental)」                                                                 | 山崎徹 & 弘 & KMC | 山崎徹 & 弘 |          |       | 5:26 |
| 合計時間:                                        | 合計時間:                                                                                      | 合計時間:         | 合計時間:   | 19:05    |       |      |

## 発売記念イベント
シングル発売を記念し、各地で発売記念イベントが行われた。
| 公演日        | 都道府県 | 会場                              | 形態               | 備考  |
| ------------- | -------- | --------------------------------- | ------------------ | ----- |
| 2009年6月13日 | 東京都   | サンストリート亀戸                | ミニライブ・握手会 | [ 1 ] |
| 6月20日       | 千葉県   | アリオ蘇我                        | ミニライブ         | [ 2 ] |
| 7月12日       | 埼玉県   | イオンレイクタウン                | ミニライブ         | [ 3 ] |
| 8月10日       | 東京都   | イトーヨーカドー葛西店            | ミニライブ・握手会 | [ 4 ] |
| 8月11日       | 東京都   | サンストリート亀戸                | ミニライブ・握手会 | [ 4 ] |
| 8月12日       | 栃木県   | 宇都宮Bell Mall                   | ミニライブ・握手会 | [ 4 ] |
| 8月20日       | 千葉県   | ユアエルム成田店                  | ミニライブ・握手会 | [ 5 ] |
| 8月21日       | 神奈川県 | 小田原ダイナシティ                | ミニライブ・握手会 | [ 5 ] |
| 8月30日       | 埼玉県   | 深谷サングリーン（現:アリオ深谷） | ミニライブ・握手会 | [ 6 ] |
| 8月31日       | 神奈川県 | 海老名ビナウォーク                | ミニライブ・握手会 | [ 6 ] |